# 神戸セミナー
神戸セミナー（こうべセミナー）は、兵庫県神戸市中央区にある「大学受験」及び「高等学校卒業程度認定試験（以下、高卒認定試験）」合格を目的にした学校法人の予備校である。

## 概要
創設者は教育者の村上雄藏。歴史は兵庫県立兵庫高等学校の英語教員であった村上が1970年（昭和45年）に始めた私塾である「村上塾」に遡る。1977年（昭和52年）に学校法人となる。村上の死後、教育関係の著書もある現校長の喜多徹人が引継ぎ、現在に至る。
特徴的なのは、生徒は一般の高等学校卒業浪人生だけではなく、高等学校中退生、高卒認定試験受験者、高等学校休学生（不登校等の諸事情含む）、現役高等学校生が多く在籍する点である。大学受験を、心理学的アプローチから始め、難関大学に合格させる技術的ノウハウにとどまらず、やる気を起こさせるための心理学的手法を取り入れたユニークな指導で知られる。このため関東、九州など他府県からも例年30名程度が入学している。また、現校長である喜多徹人は、「ビジネスのわかる教育者」として講演、研修会などを年間数十回行っている。
単位制・通信制の高校（松陰高等学校神戸元町学習センター）も併設する。
船井総合研究所の岩崎剛幸は、神戸セミナーの特徴を「ターゲット設定の明確さ」にあり「よい方法を正しく伝える」教育の仕組みと、生徒に自信を取り戻させると同時に親に対するカウンセリングを行うことで学校側が個別対応できる教育の仕組みが完成されており、経営手法として成功した企業事例と評している。

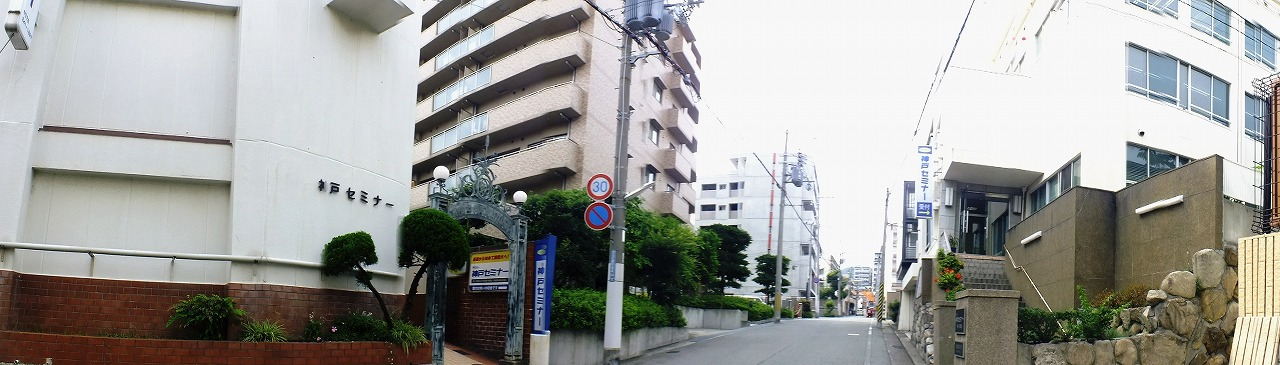
神戸セミナー全景（神戸市中央区下山手通）

## 沿革

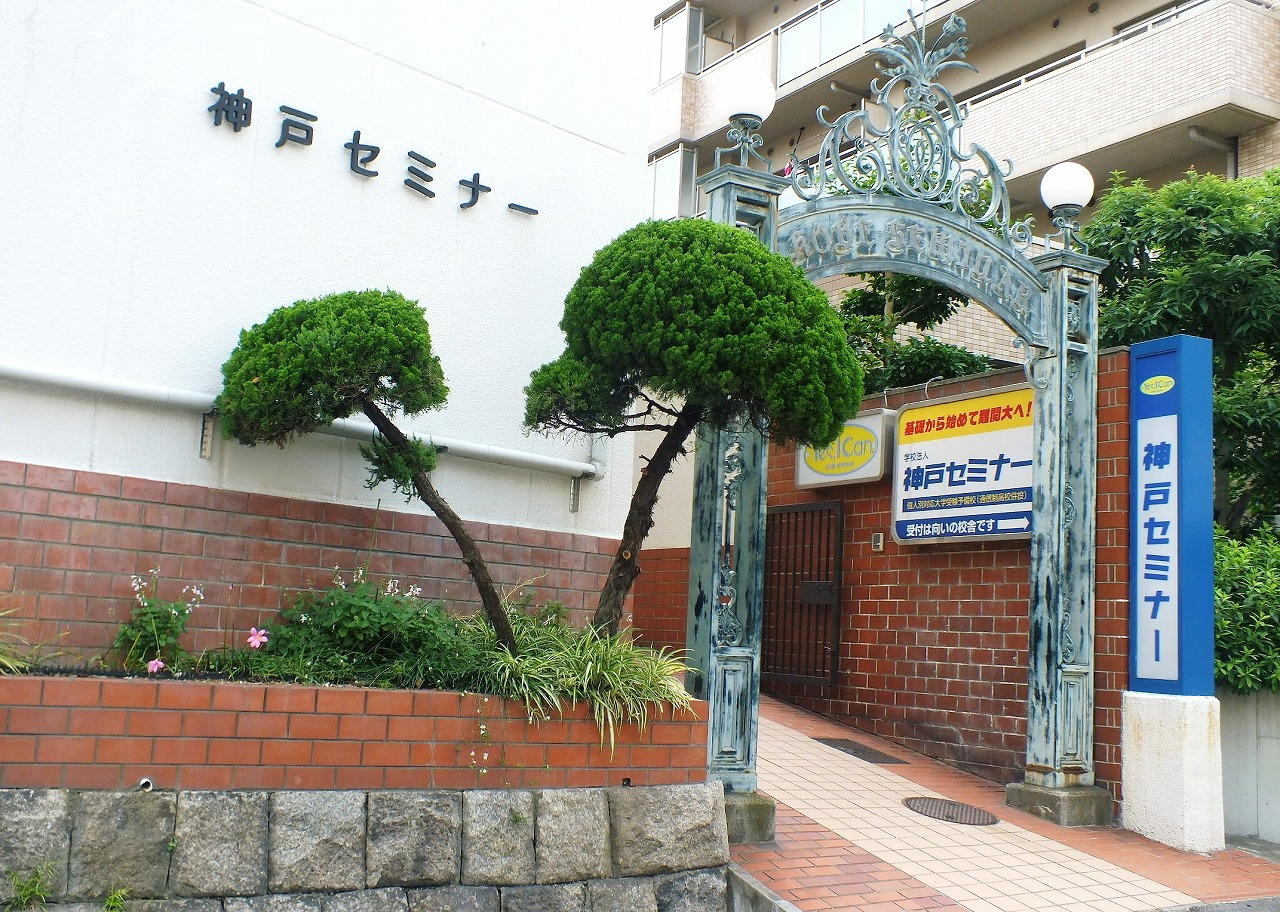
1976年（昭和51年）3月 - 現在の神戸市中央区下山手通8に新校舎が完成し移転した。

- 1966年（昭和41年）4月 - 兵庫県立兵庫高等学校の英語教員であった村上雄蔵により設立[9]。
- 1970年（昭和45年）1月 - 各種学校として兵庫県知事より認可を受ける[9]。
- 1976年（昭和51年）3月 - 現在の神戸市中央区下山手通8に新校舎が完成し移転[9]。
- 1977年（昭和52年）2月 - 兵庫県知事より学校法人の認可を受ける[9]。
- 1986年（昭和61年）11月15日）- 創設者の村上雄藏死去（享年60歳）。
- 1991年（平成3年）7月 - 村上雄蔵の死後、経営難に陥っていた同校の立て直しのため当時三和銀行に勤務していた喜多徹人が副校長として招かれる[2]。
- 1993年（平成5年）1月 - 同校の特色の一つである「オーダーメイド・カリキュラム」を導入[9]。
- 1994年（平成6年）1月 - 自己学習サポートシステムであるマンツーマン指導を開始[9]。
- 1996年（平成8年） - 「基礎から始めて難関大」をキャッチフレーズに使用するようになる[9][8]。
- 1998年（平成10年） - 高校中途退学者を受け入れる体制を確立[9]。
- 2004年（平成16年） - 心理療法のひとつである「家族療法」の関連領域で、家族全体を治療対象としてとらえるシステムズアプローチの考え方をカウンセリングシステムに本格導入[9]。
- 2005年（平成17年）9月 - 日本家族研究・家族療法学会に入会[9]。
- 2006年（平成18年）2月 - 生徒の数の増加に伴い新校舎増設。4月、事務所移転。自習室全面改築、マンツーマンブースの拡大[9]。
- 2007年（平成19年） - マンツーマン指導システムの校内オンライン化を実現[9]。
- 2008年（平成20年）7月 - 『あなたの子どもはなぜ勉強しないのか』（喜多徹人著、学びリンク）を出版[9]。
- 2009年（平成21年）12月 - 理事長である村上睦子が兵庫県自治賞（教育功労賞）を受賞[9]。
- 2011年（平成23年）4月 - 『あなたの子どもはなぜ勉強しないのかPart2―15歳を過ぎたら犬家族から猫家族へ』（喜多徹人著、学びリンク）を出版[10]。同年10月、喜多徹人が兵庫県自治賞を受賞[9]
- 2012年（平成24年）8月 -  日本ブリーフサイコセラピー学会第22回神戸大会の事務局を務める。9月、校内に「神戸ブリーフサイコセラピー研究会」を設置[9]。
- 2014年（平成26年）7月 -  日本家族研究・家族療法学会第31回神戸大会の実行委員長を喜多徹人が務める[11]。
- 2016年7月 - 喜多徹人による著書『不登校・ひきこもりに効くブリーフセラピー』（共著日本評論社、ISBN 978-4-535-56350-6）が出版される[12]。
- 2017年6月 - 喜多徹人による著書『逆転の家族面接』（共著日本評論社、ISBN 978-4-535-56361-2）が出版される[13]。
- 2021年4月1日 - 専修学校である高等専修学校神戸セミナーが開校[14]

## 特徴
- いつからでも入学が可能である。

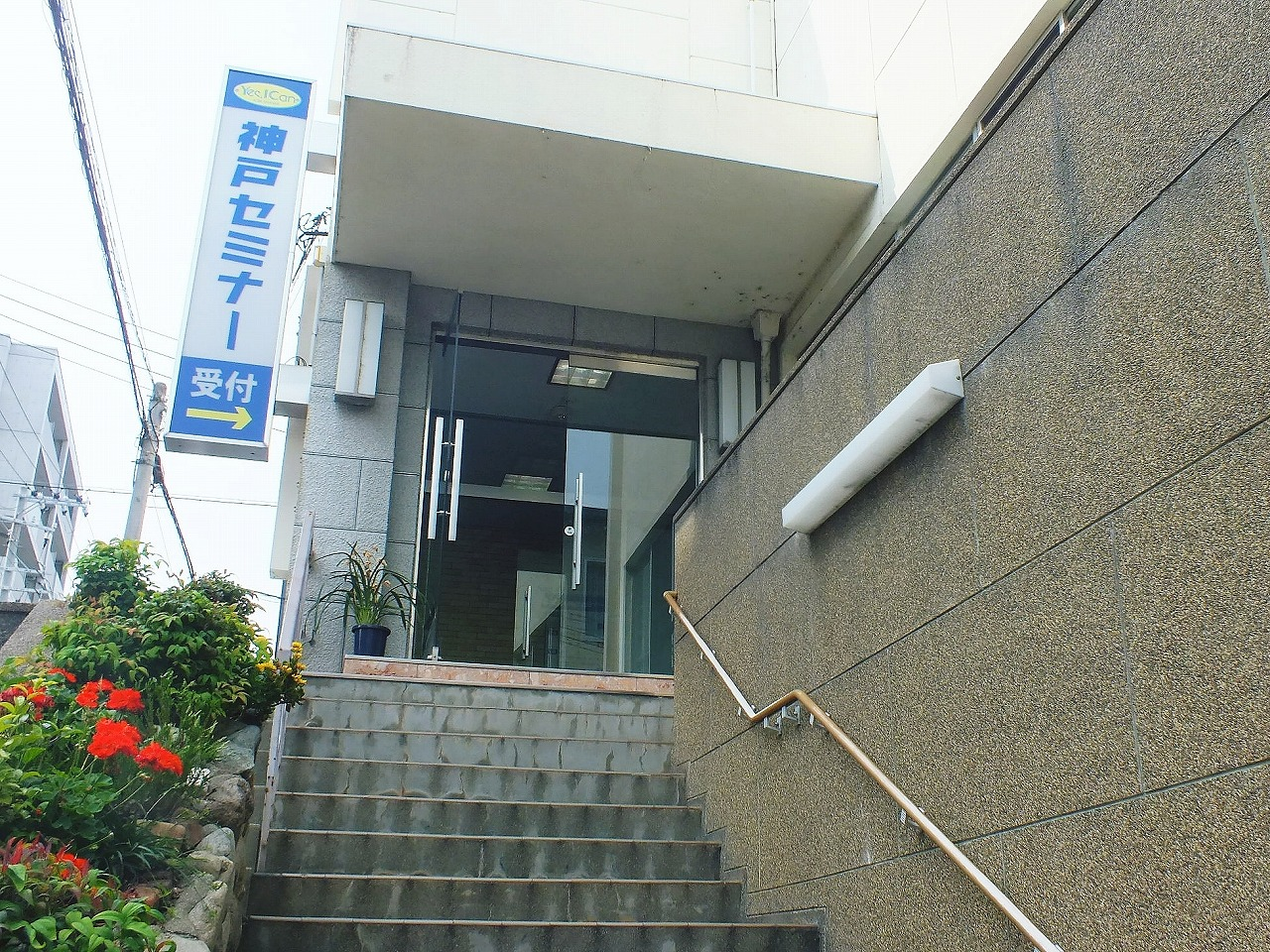
神戸セミナー玄関

- 「怒らず、甘やかさず、道筋を示す」をモットーとする[2]。
- 教育方針に心理学的アプローチを導入[3]。
- 「大手予備校にできない教育を」を基本方針に、教える側がマスで診る大手予備校とは正反対で生徒を個でとらえチームでカウンリングに当たる。生徒のカルテをすべての講師が共有することで誰もがいつでも個別対応できる体制を持つ[2][8]。
- 本人に自信を持たせるため、あるいは能動的な学習意欲を喚起するために、テストなどによる管理教育ではなく、マンツーマン指導で勉強に対するストレスを軽減させる[8]。
- 高校中退者、休学者、引きこもりなどの経験者が約60%在籍する[2]。
- 保護者とのコミュニケーションを重視し、講習会や面談を定期的に実施し、生徒と向き合うためのアドバイス指導が充実している[4]。
- 14名（2015年現在）のカウンセラーの研修を受けた講師が在籍し、面談・相談にあたる[1]。
- 大学受験だけでなく、就職や専門学校などを含めた進路のガイダンスを行う[3]。

## コース・授業内容
コースには主に「フルサポートコース」「ステップアップコース」の2つがある。浪人生や高卒認定試験受験者であれば「フルサポートコース」、現役高校生や仕事等との都合がある者は「ステップアップコース」を選択することが可能。また、週に数回の個別MM（マンツーマン）指導がある。
大学受験生や高卒認定試験受験生であれば苦手教科等の個別的な指導を、いじめや不登校からくる精神的ストレス等を抱える者は、教科指導の他にカウンセリング等の特別な対応を受ける事も可能。面談や相談を行う講師は、すべてカウンセリングの研修を受けている。
※カウンセラーの所属学会は以下の通りである。
- 日本ブリーフサイコセラピー学会
- 日本家族研究・家族療法学会
- 日本心身医学会
- 日本学校教育相談学会
- 日本心理臨床学会
- 日本応用教育心理学会
- 神戸松蔭システムズアプローチ研究会

単位制・通信制の高校（松陰高等学校神戸元町学習センター）も併設し、週に1回の登校でも高校卒業が可能。一般的な通信制高校との違いは、入学対象を「大学受験を希望する人」「喫煙禁止が守れる人」に限定している点。また、親のプレッシャーだけで入学を希望するケースと幻覚幻聴がある場合は断っている。前期・後期制となっており、入学は4月、10月だが転入・編入生に限っては随時入学が可能。

## 年間日程（行事）
- 4月：入塾オリエンテーション（教材配布、MM指導開始、クラス分け等）、授業開始
- 5月：スポーツ大会（ソフトボール）
- 7月：ボウリング大会

## 加盟団体
- 全国予備学校協議会[1]
- 兵庫県専修学校各種学校連合会[1]
- 兵庫県予備校連盟[1]
- 神戸商工会議所[1]

## 所在地
- 〒650-0011 神戸市中央区下山手通8-4-26[17]

## 交通アクセス
- 神戸地下鉄山手線 大倉山駅東出口2より徒歩5分[17]。
- 阪急電鉄花隈駅西出口より徒歩3分[17]。
- 阪神電鉄西元町駅東出口より徒歩3分[17]。
- JR神戸駅より徒歩10分[17]。

## 出身者
- 三木谷浩史（楽天株式会社代表取締役会長兼社長）